# Ideismo

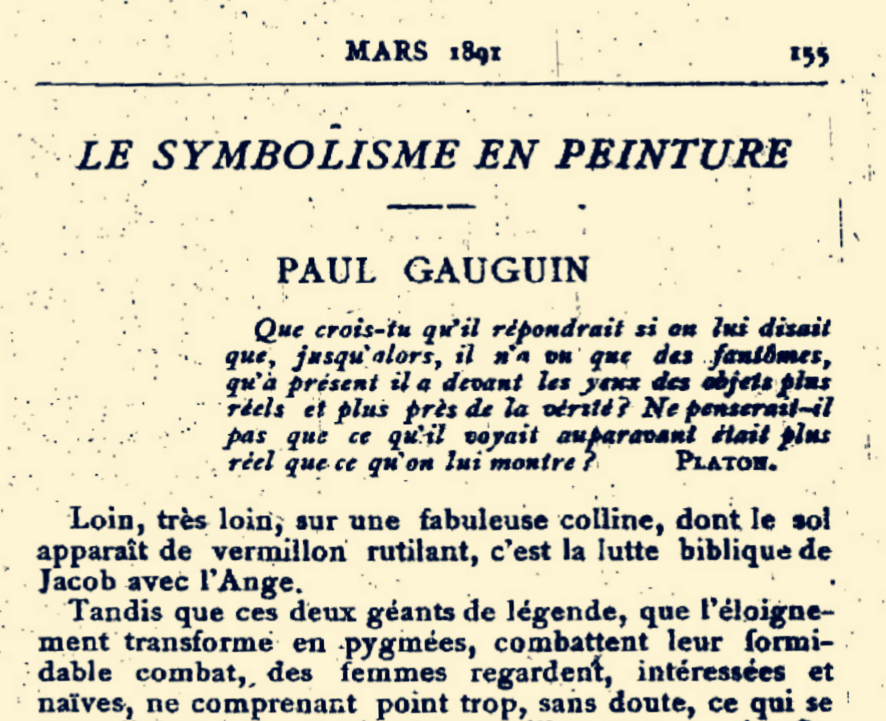
Incipit dell'articolo di G.-Albert Aurier, Mercure de France, 15 marzo 1891

L'ideismo è uno dei canoni fondamentali del simbolismo, secondo la definizione che ne diede il critico Albert Aurier, in un articolo intitolato Il simbolismo in pittura. Paul Gauguin pubblicato sulla rivista Mercure de France il 15 marzo 1891.
Aurier, dopo un'analisi approfondita del dipinto di Gauguin La visione dopo il sermone,  elenca i tratti caratterizzanti di questa nuova pittura, definendola: ideista - simbolista - sintetica - soggettiva - decorativa.
Per gli ideisti non è importante l'esatta rappresentazione del dato fenomenico, ma il descrivere la realtà basandosi sull'idea che di essa si ha.  La differenza tra "idealismo" e "ideismo", con la riduzione del secondo termine rispetto al primo, corrisponde nell'opera ad una simile semplificazione formale.. 
Il compito del pittore ideista è quello di effettuare una selezione tra i vari elementi che si combinano nella realtà oggettiva, utilizzando nella propria opera linee, colori e forme atti a definirne il significato ideico.
«Lo scopo abituale ed ultimo della pittura, e di tutte le arti del resto, non può essere la rappresentazione diretta degli oggetti. La sua finalità è di esprimere idee, traducendole in un linguaggio speciale. [...] Ma se è vero che, nel mondo, i soli esseri reali sono le idee, se è vero che gli oggetti non sono che le apparenze rivelatrici di tali idee e, di conseguenza, non hanno importanza se non come segni delle idee, non è meno vero che ai nostri occhi d'uomini, ovvero agli occhi di orgogliose 'ombre di esseri puri', di ombre che vivono nell'incoscienza del loro stato illusorio e nell'amato inganno dello spettacolo del fallacemente tangibile, non è meno vero che per i nostri occhi miopi gli oggetti appaiono sovente come oggetti, indipendentemente dal loro significato simbolico - al punto che, talvolta, non riusciamo ad immaginarceli come segni.»
«Dunque, per riassumere e concludere, l'opera d'arte, per come mi è piaciuto definirla, sarà:
1° Ideista, poiché il suo unico ideale sarà l'espressione dell'Idea;
2° Simbolista, poiché esprimerà questa Idea attraverso delle forme;
3° Sintetica, poiché essa comunicherà queste forme e questi segni secondo una modalità di comprensione generale;
4° Soggettiva, poiché in essa l'oggetto non verrà mai considerato in quanto tale, ma in quanto segno dell'Idea percepito da un soggetto;
5° (è una conseguenza) Decorativa, perché la pittura decorativa propriamente detta, come l'hanno intesa gli egiziani, probabilmente i greci e i Primitivi, altro non è che una manifestazione artistica contemporaneamente soggettiva, sintetica, simbolista e ideista.»
(G.Albert Aurier, Le Symbolisme en Peinture: Paul Gauguin, Mercure de France, n° 15, marzo 1891)